# Hilary Green
Hilary Green (29 de dezembro de 1951) é uma ex-patinadora artística britânica, que competiu na dança no gelo. Com Glyn Watts ela conquistou uma medalha de prata e duas de bronze em campeonatos mundiais, duas medalhas de prata e uma de bronze em campeonatos europeus e foi campeã do campeonato nacional britânico. Green e Watts disputaram os Jogos Olímpicos de Inverno de 1976, terminando na sétima posição.

## Principais resultados

### Com Glyn Watts
| Resultados                                            | Resultados    | Resultados    | Resultados    | Resultados        | Resultados       | Resultados        | Resultados      | Resultados    | Resultados    | Resultados    | Resultados    | Resultados    | Resultados    | Resultados    | Resultados    |  |
| Internacional                                         | Internacional | Internacional | Internacional | Internacional     | Internacional    | Internacional     | Internacional   | Internacional | Internacional | Internacional | Internacional | Internacional | Internacional | Internacional | Internacional |  |
| Evento/Temporada                                      | 1969– 1970    | 1970– 1971    | 1971– 1972    | 1972– 1973        | 1973– 1974       | 1974– 1975        | 1975– 1976      |               |               |               |               |               |               |               |               |  |
| ----------------------------------------------------- | ------------- | ------------- | ------------- | ----------------- | ---------------- | ----------------- | --------------- | ------------- | ------------- | ------------- | ------------- | ------------- | ------------- | ------------- | ------------- |  |
| Jogos Olímpicos                                       |               |               |               |                   |                  |                   | 7.ª             |               |               |               |               |               |               |               |               |  |
| Campeonato Mundial                                    |               | 7.ª           | 6.ª           | Medalha de bronze | Medalha de prata | Medalha de bronze |                 |               |               |               |               |               |               |               |               |  |
| Campeonato Europeu                                    | 7.ª           | 7.ª           | 4.ª           | Medalha de bronze | Medalha de prata | Medalha de prata  | 5.ª             |               |               |               |               |               |               |               |               |  |
| Skate Canada International                            |               |               |               |                   | Medalha de ouro  |                   |                 |               |               |               |               |               |               |               |               |  |
| Nacional                                              |               |               |               |                   |                  |                   |                 |               |               |               |               |               |               |               |               |  |
| Campeonato Britânico                                  |               |               |               | Medalha de bronze | Medalha de prata | Medalha de prata  | Medalha de ouro |               |               |               |               |               |               |               |               |  |
|                                                       |               |               |               |                   |                  |                   |                 |               |               |               |               |               |               |               |               |  |
| Legenda: Competição não foi disputada nesta temporada |               |               |               |                   |                  |                   |                 |               |               |               |               |               |               |               |               |  |